# Sarona

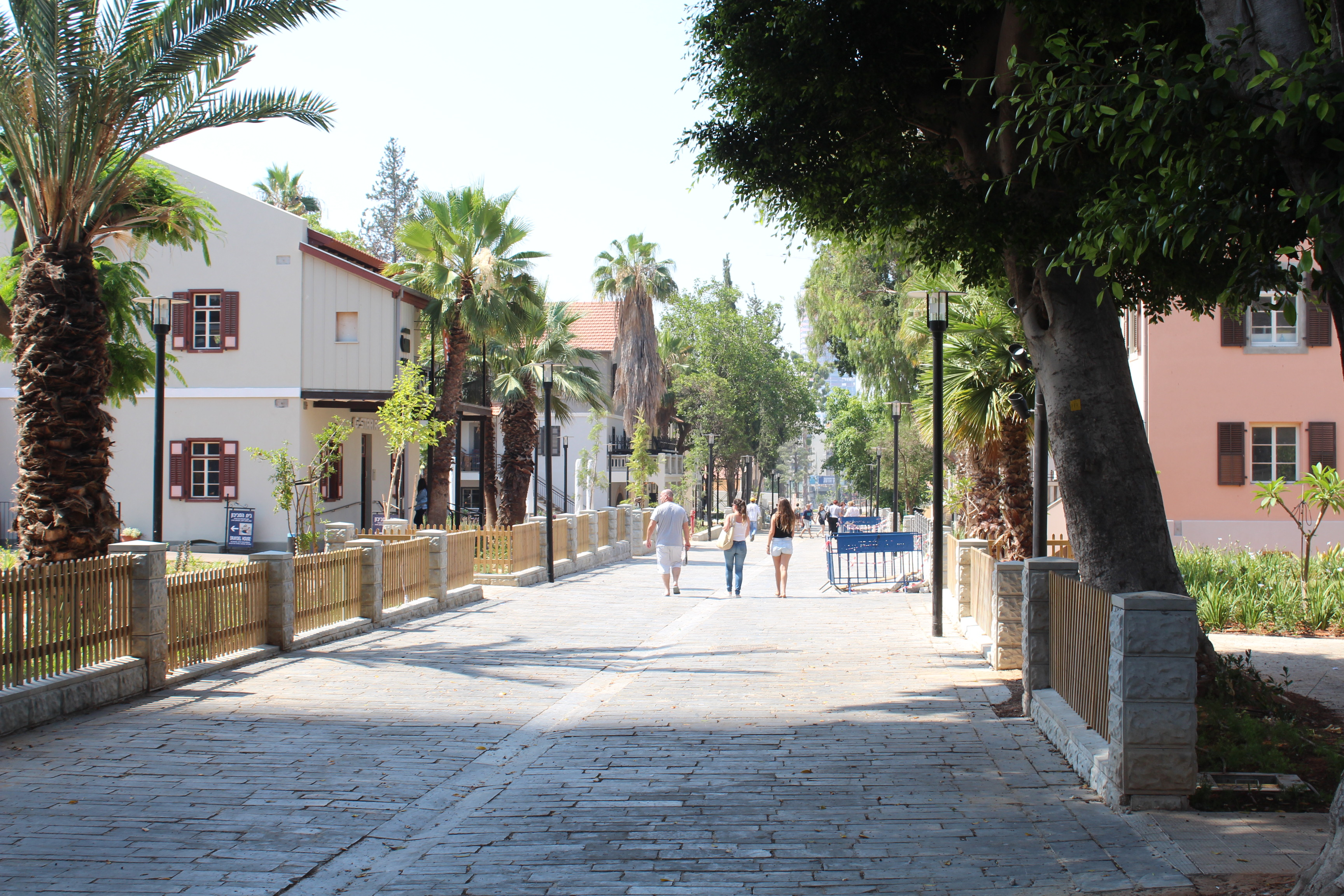

Sarona è stata una colonia "templare" tedesca a Tel Aviv, Israele. Ora è un quartiere della città. L'insediamento templare di Sarona è stato uno dei primi insediamenti agricoli moderni in Palestina e divenne un modello per i pionieri ebrei. 

## Storia

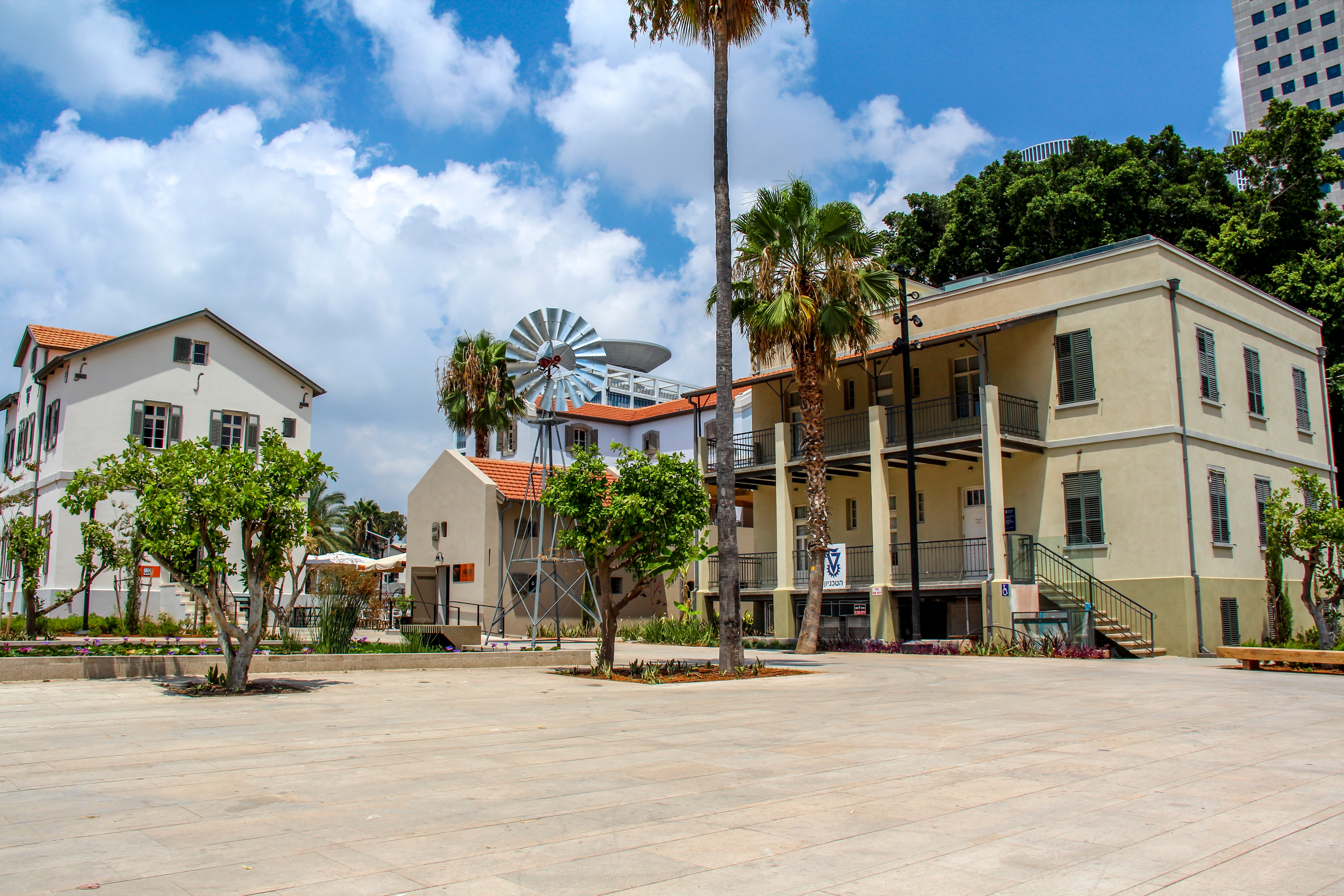
Sarona oggi

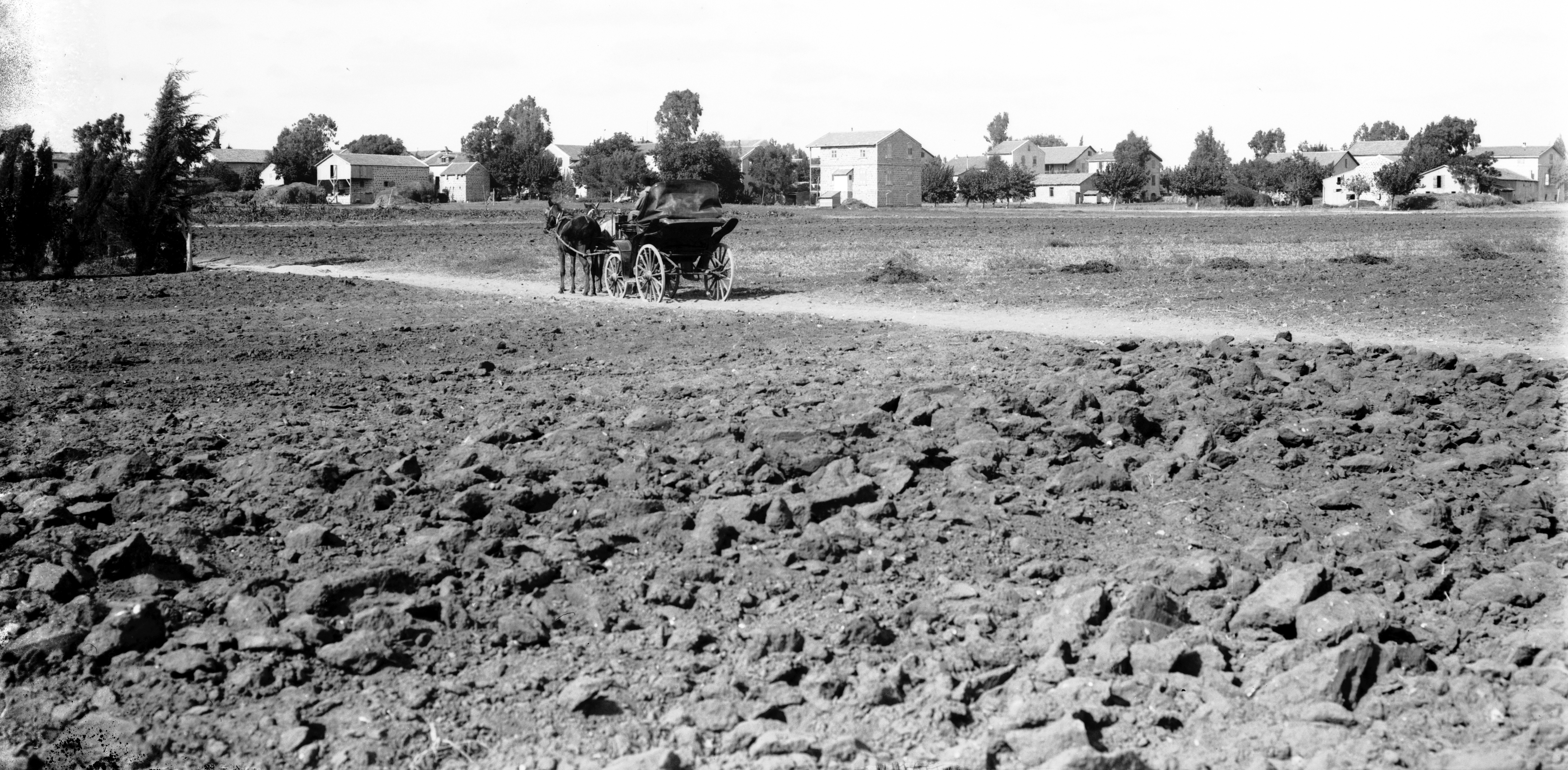
Sarona, prima del 1900

Costruito nel 1871 a nord est di Jaffa, l'ex colonia si trova oggi nel centro di Tel Aviv. 
Nel mese di agosto 1871 i Templari acquistato 60 ettari di terreno da un monastero greco a nord di Jaffa.  IL territorio era parte della Piana di Sharon, nei pressi del fiume Auja (Yarkon), era a quattro chilometri da Jaffa.
Nel luglio 1941, le autorità del Mandato Britannico deportarono 188 persone della comunità Templare tedesca e residenti a Sarona.

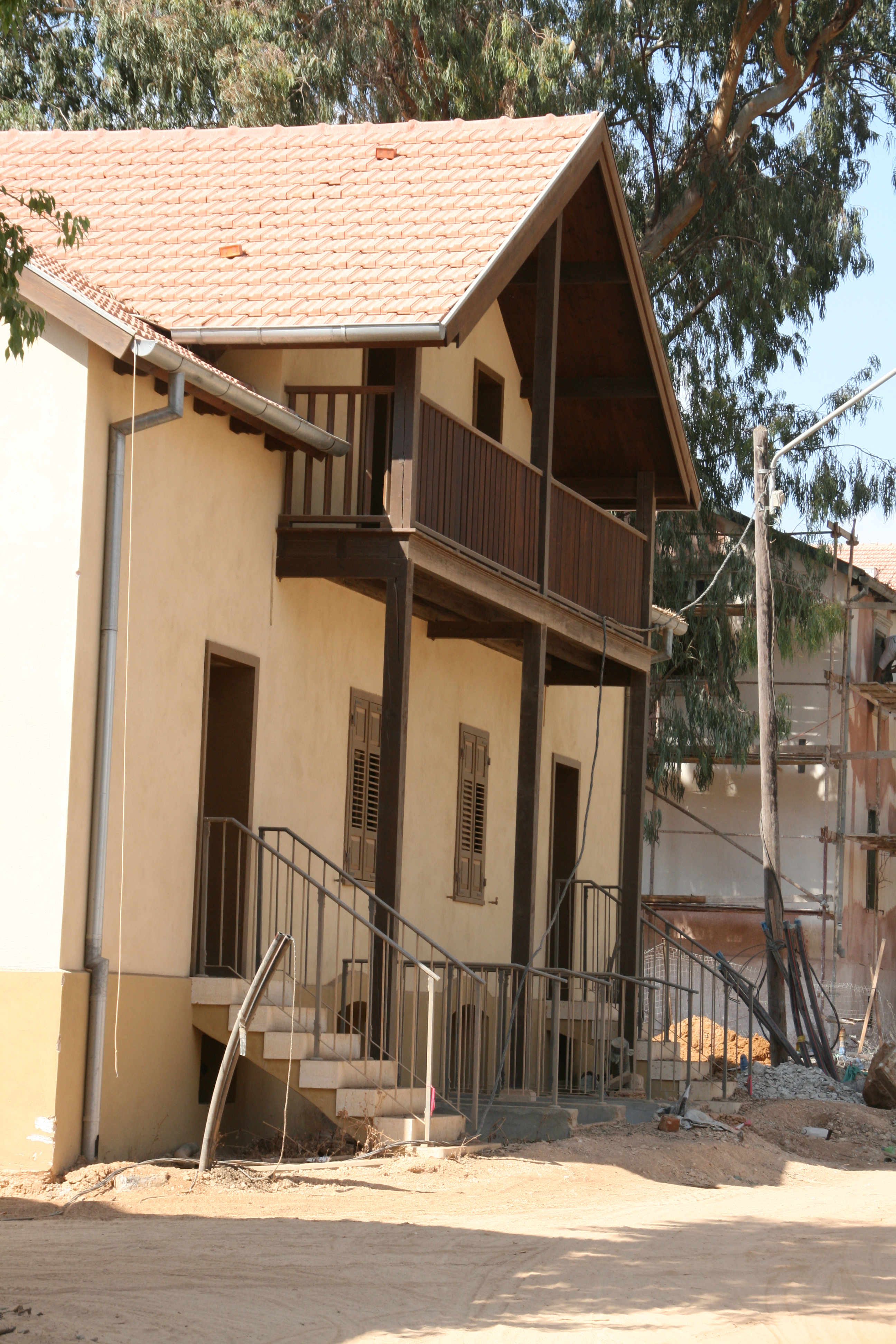
Vecchie case Templeri di Sarona

Oggi, il quartiere è stato ristrutturato e rinnovato e funge da un centro commerciale pieno di ristoranti.

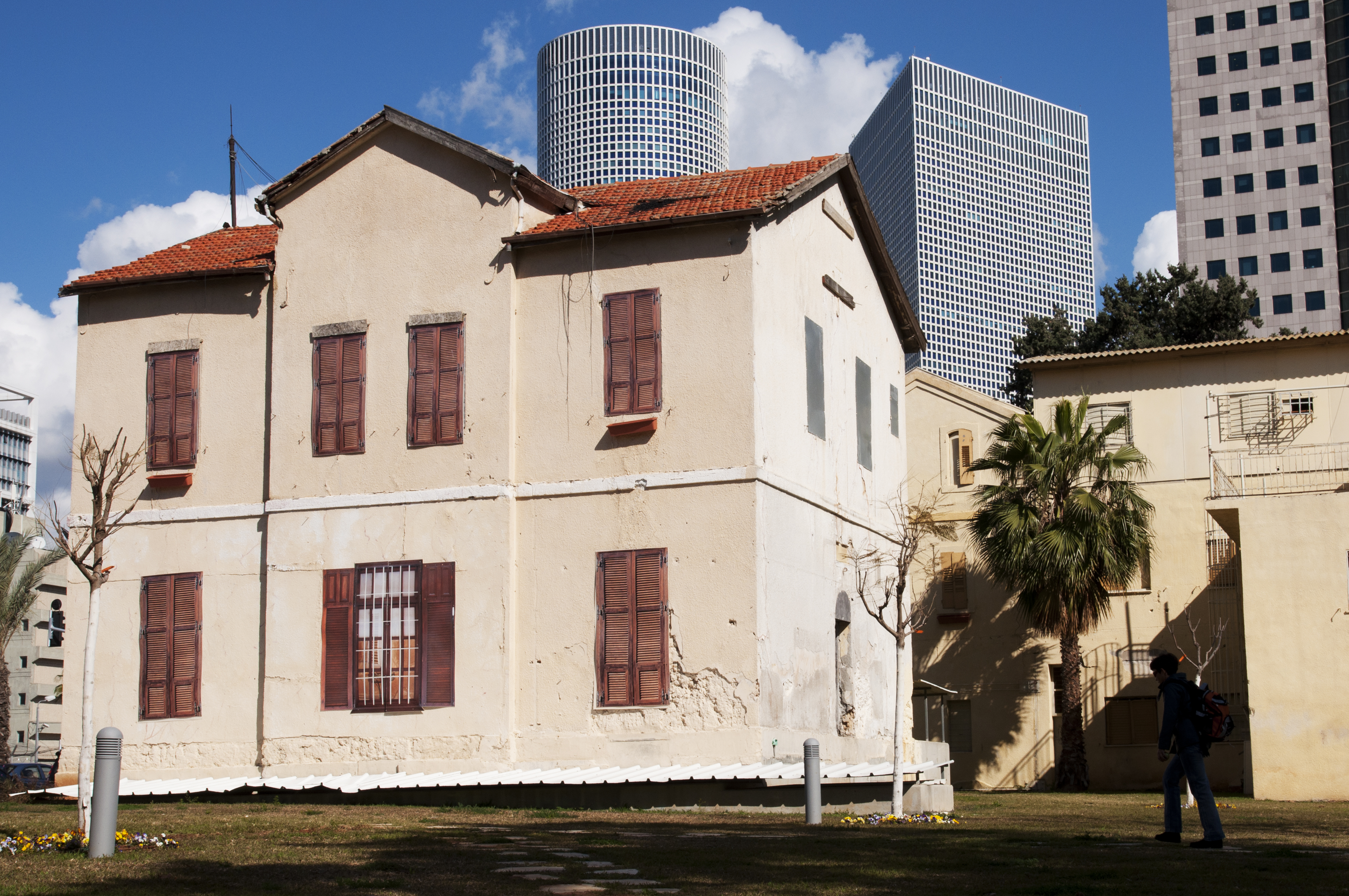

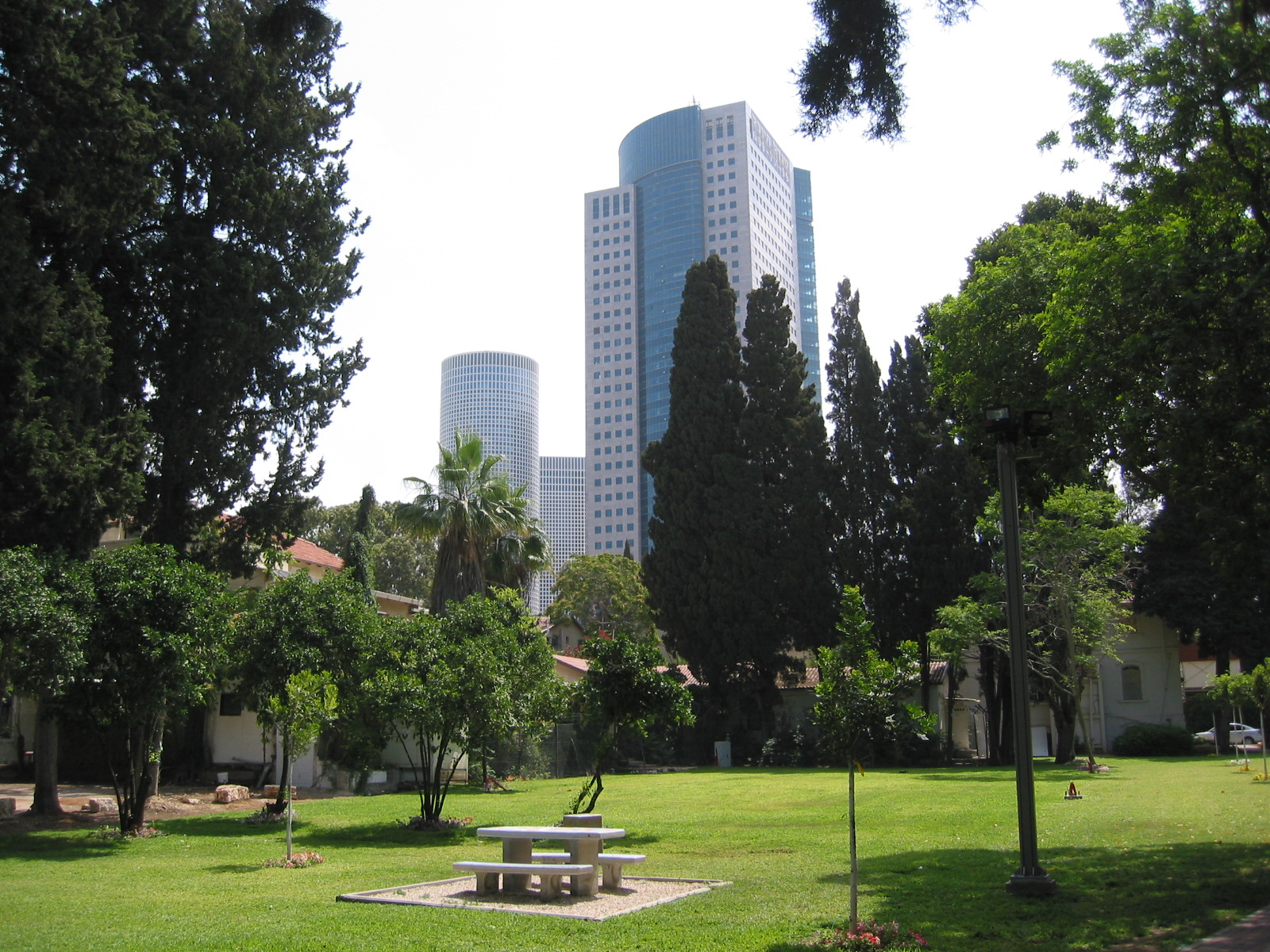
Sarona, 2007